# 士丹頓

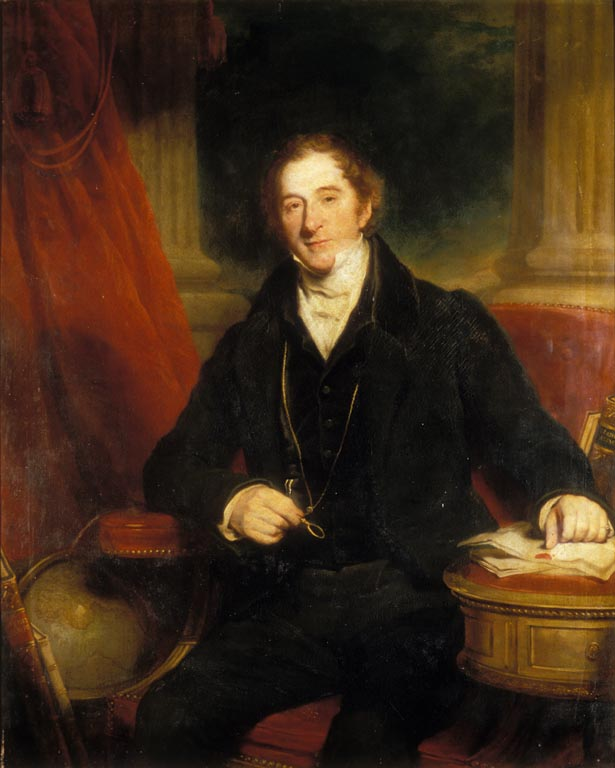
佐治·湯馬士·士丹頓從男爵

第二代從男爵士丹頓，FRS（1781年5月26日—1859年8月10日），俗稱士丹頓或小斯当东，英格蘭旅行家及東方文化研究者。
他出生於英格蘭的梳士巴利，父親是外交官兼東方文化研究者喬治·倫納德·士丹頓。1792年伴隨著身為副使的父親與喬治·馬戛爾尼一同前往中國慶賀乾隆帝八十大壽。其時小斯當東年僅12歲，即能通六種語言（包含中文），遂頗得乾隆皇帝歡心。1792年至1794年他從中文獲得了良好的知識，1798年於英國東印度公司於廣州代理處任職。1816年以英國東印度公司在廣州的特別委員會主席與正使阿美士德，副使埃利斯（Henry Ellis）出使，主要是敦請清廷廢除公行制，多開商埠，以及進行自由貿易；此外，他們還打算向清帝解釋英國對尼泊爾的軍事行動。
1818年至1852年曾於幾個英國地區出任國會議員，最後是出任樸次茅斯國會議員，並加入東印度委員會，1823年加入科爾布魯克創辦亞洲文會。1840年四月七日，英國下議院開會討論是否對華用兵，當正反兩派旗鼓相當之時，小斯當東發表了主戰演說，演說中強調中國對於國際法的漠視，以及對英人態度的嚴刻，他認為必須以訴諸武力的方式，來維護英國的商業利益。並在演說中驕傲地提及自己過去在阿美士德使團時所作的堅持，即不屈做跪叩之禮。

## 著作
出版包括翻譯《大清律例》（1810年）、《異域錄》（1821年）、Miscellaneous Notices Relating to China and our Commercial Intercourse with that Country (1822); Notes of Proceedings and Occurrences during the British Embassy to Peking (1824); Observations on our Chinese Commerce (1850). 並替海克魯特會編輯岡薩雷斯·德·門多薩的History of the Great and Mighty Kingdom of China。

## 爭議
1793年(乾隆五十八年)，小斯當東隨其父與馬嘎爾尼前往中國締交國書，據黃一農考證，當時馬戛爾尼對乾隆皇帝在御幄中行的應是三跪九叩之禮，在御幄之外行禮及締交國書之時則折衷以單膝下跪。小斯當東在事後的回憶錄中對行禮之事多模糊帶過，或只提及單膝下跪。1816年(嘉慶二十一年)，小斯當東以第一副使之身分偕同阿美士德二度前往覲見，禮儀之爭又起。嘉慶皇帝當年親見馬嘎爾尼使團行叩跪禮，而小斯當東則稱:「乾隆五十八年貢使等來朝，回國時聞得正使告知國王云，係照依本國禮節行禮，是以此次不敢更改......實係不能記憶，且與正使同來，不敢自專。即告知正使，伊亦不敢改易本國禮節。」令嘉慶皇帝大為光火。在雙方僵持不下之際，阿美士德立場傾向於遵照清方禮節，小斯當東則以個人和國家立場主張反對。

## 以他命名的事物
在香港，現時中環的士丹頓街，以及昔日香港仔的士丹頓灣，均是以他命名。

## 外部連結
- 游博清、黃一農，〈http://www.mh.sinica.edu.tw/MHDocument/PublicationDetail/PublicationDetail_1366.pdf （页面存档备份，存于） 天朝與遠人—─小斯當東與中英關係(1793-1840)]。
- Jeng-Guo S. Chen（陳正國）, “The British View of Chinese Civilization and the Emergence of Class Consciousness,” The Eighteenth Century: Theory and Interpretation 45.2 (2004): 193-205.